# Boris Vasil'evič Barnet
Boris Vasil'evič Barnet (in russo Барнет, Борис Васильевич?; Mosca, 18 giugno 1902 – Riga, 8 gennaio 1965) è stato un regista e sceneggiatore sovietico.
Ha diretto 27 film tra il 1927 e il 1963.

## Biografia
Dopo aver frequentato la Scuola d'Arte di Mosca, si arruolò all'età di 16 anni nell'Armata Rossa e praticò pugilato a livello professionistico. Nel 1927 gira il suo primo film commedia intitolato La ragazza con la cappelliera, con protagonista l'attrice Anna Sten. Nel 1928 gira il film drammatico La casa sulla piazza Trubnaja, con protagonista l'attrice Vera Maretskaya.
Incoraggiato nei suoi primi lavori da Jakov Protazanov, negli anni trenta Barnet emerse come uno dei maggiori registi sovietici lavorando con artisti come Serafima Birman e Nikolai Erdman. Nel 1933 gira uno dei suoi capolavori, intitolato Sobborghi, un film pacifista acclamato alla prima mostra del cinema di Venezia.
Nel dopoguerra Barnet gira il primo film di spionaggio sovietico Atto eroico di un agente segreto (o L'impresa della spia), ispirandosi al cinema di Alfred Hitchcock, opera che gli valse il Premio Stalin. Andrej Tarkovskij fu un grande ammiratore dei film di Barnet.
Barnet morì suicida a Riga nel 1965, lasciando la moglie, Alla Kazanskaya, e una figlia, Olga Barnet.

## Filmografia

### Regista
- Miss Mend (1926)

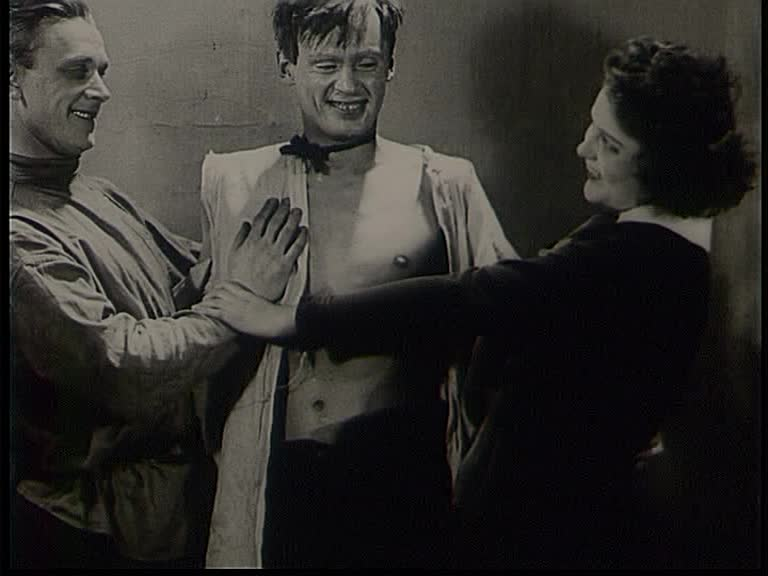
Anna Sten nel triangolo finale di Devuška s korobkoj (1927)

- La ragazza con la cappelliera (Девушка с коробкой) (1927)
- Mosca a ottobre (Москва в Октябре) (1927)
- La casa sulla Trubnaja (Дом на Трубной) (1928)
- Living Things (Живые дела) (1930)
- The Ghost (Привидения) (1931)
- Rompighiaccio o Il gelo si scioglie (Ледолом) (1931)
- Sobborghi (Окраина) (1933)
- Vicino al mare più azzurro (У самого синего моря) (1936)
- Una notte di settembre (Ночь в сентябре) (1939)
- Staryj naezdnik (Старый наездник) (1949)
- Slavnyj malyj (Славный малый) (1943)
- Dark is the Night (Однажды ночью) (1945)
- Atto eroico di un agente segreto (Подвиг разведчика) (1947)
- Pagine di vita (Страницы жизни) (1948)
- Un'estate prodigiosa (Щедрое лето) (1950)
- Ljana (Ляна) (1955)
- Poėt (Поэт) (1956)
- Il lottatore e il clown (Борец и клоун) (1957)
- The Old Horseman (Старый наездник) (1959)
- Annuška (Аннушка) (1959)
- Alёnka (Алёнка) (1961)
- Polustanok (Полустанок) (1963)

## Filmografia come attore
- Le avventure di Mr. West nel paese dei bolscevichi (1924)
- Miss Mend (1926)
- Tempeste sull'Asia, regia di Vsevolod Pudovkin (1928)
- Il cadavere vivente (Živoj trup), regia di Fëdor Ozep (1929)
- Atto eroico di un agente segreto (Подвиг разведчика) (1947)